# Synodontis nummifer
Synodontis nummifer hay synodontis hai đốm, là tên của một loài cá da trơn bơi lộn ngược và là loài đặc hữu của Cameroon, Cộng hòa Congo, Cộng hòa Dân chủ Congo. Môi trường sinh sống của chúng ở đó là lưu vực sông Congo. Vào năm 1899, nhà động vật học người Bỉ gốc Anh George Albert Boulenger dựa trên mẫu vật thu thập được ở Léopoldville, Cộng hòa Dân chủ Congo. Tên loài nummifer đến từ một từ Latin, mang nghĩa là "mang đồng tiền", ý chỉ cái đốm to ở hai bên cơ thể.

## Mô tả
Cơ thể của loài cá này thì có màu ô liu trên lưng, và có màu hơi trắng ở mặt dưới. Mỗi bên mặt cơ thể thì đều có một cái đốm lớn, còn da ở trên đầu thì có nhiều đốm.
Tương tự như hầu hết các loài cùng chi, loài cá này có phần xương đầu cứng, có gai ở hai bên đầu và có thể vươn rộng ra khi mở mang. Tia đầu tiên của vây lưng và vây ngực thì cứng và có răng cưa. Đuôi thì chia ra làm 2 rất rõ ràng. Hàm trên thì có răng hình nón, còn hàm dưới thì có răng hình chữ S (hay hình cái móc) và có thể di chuyển. Chúng có ba cặp râu, một cặp ở hàm trên thì dài, kéo dài ra hơn mang, hai cặp còn lại thì ở hàm dưới và phân nhánh. Vây mỡ (phần vây nằm giữa vây lưng và đuôi) thì ở xa về phía đuôi.
Loài cá này khi trưởng thành có thể đạt đến kích thước 17,5 xentimét (6,9 in), dù trong tự nhiên, đã có trường hợp chúng dài đến 20,5 xentimét (8,1 in).

## Môi trường sống
Trong tự nhiên, Synodontis notatus sinh sống ở vùng nước nhiệt đới với nhiệt độ dao động từ 22 đến 25 độ C (72 đến 77 độ F), pH từ 6.4 đến 7.2 và dH lên đến 18. Chúng được tìm thấy ở khắp lưu vực sông Congo, trừ những nhánh sông ở phía nam.